# Dominick Cunningham
Dominick Adam Cunningham (Birmingham, 9 maggio 1995) è un ginnasta britannico naturalizzato irlandese.

## Biografia
Ai Campionati europei di Glasgow 2018 ha vinto la medaglia d'oro nel corpo libero e, con i connazionali Joe Fraser, James Hall, Courtney Tulloch, e Max Whitlock, ha vinto la medaglia di bronzo nel concorso a squadre.

## Palmarès

### Per la Gran Bretagna
- Campionati europei

Glasgow 2018: oro nel corpo libero; argento nel concorso a squadre.

### Per l'Inghilterra
- Giochi del Commonwealth

Gold Coast 2018: oro nel concorso a squadre; bronzo nel volteggio;